# Easier with Practice
Easier with Practice è un film del 2009 scritto e diretto da Kyle Patrick Alvarez, con protagonista Brian Geraghty.
Il soggetto del film si basa sull'articolo What are you wearing?  di Davy Rothbart pubblicato su GQ dell'agosto 2006.

## Trama
Davy Mitchell è un timido scrittore suoi trent'anni. Con suo fratello Sean, sono in un viaggio per promuovere una sua raccolta di racconti. Una notte, mentre il fratello è fuori ed è solo nella loro stanza di motel, Davy riceve una telefonata casuale da una donna misteriosa di nome Nicole.
Inizialmente confuso, Davy si lascia andare ed inizia a praticare sesso telefonico con la misteriosa voce. Davy ha un'erezione e Nicole lo porta a raggiungere l'orgasmo, il miglior sesso che Davy abbia mai avuto. Davy non ha mai avuto molta fortuna con le donne e ora si illude di aver trovato la sua anima gemella. Davy decide di incontrare Nicole, ma dovrà fare i conti con la verità sulla misteriosa donna, ma soprattutto con la verità su se stesso.

## Produzione
Con un budget che si aggira attorno a 1.000.000 di dollari, le riprese si sono svolte tra aprile e maggio 2008 ad Albuquerque.

## Distribuzione
Il film è stato presentato in numerosi festival cinematografici internazionali, tra cui Edinburgh International Film Festival, Montreal World Film Festival e AFI Fest. Il film è stato distribuito limitatamente nelle sale cinematografiche statunitensi il 26 febbraio 2010, per poi essere distribuito in DVD dal 6 aprile 2010.

## Premi
- 2009 - Memphis Indie Film Festival
  - Indie Memphis Competiton - Special Jury Prize
- 2009 - CineVegas International Film Festival
  - Grand Jury Award
- 2009 - Edinburgh International Film Festival
  - Best New International Feature
- 2010 - Independent Spirit Awards
  - Someone to Watch Award
  - Nomination Miglior film d'esordio